# Matthias Warkus
Matthias Warkus (* 1981) ist ein deutscher Autor und Philosoph.

## Leben
Matthias Warkus hat Philosophie, Soziologie und Französisch studiert und promovierte 2014 an der Philipps-Universität Marburg mit der Dissertation Veränderung in Zeichen. Studien zu einem semiotisch-pragmatischen Veränderungsbegriff. Seit 2014 ist er für die Deutsche Zeitschrift für Philosophie tätig, seit 2015 als verantwortlicher Redakteur. Er war bzw. ist Lehrbeauftragter in Jena, Weimar und Halle an der Saale. Er tritt regelmäßig bei Science-Slams auf. Warkus lebt mit seiner Frau in Jena.

## Werke

### Monographien
- Veränderung in Zeichen: Studien zu einem semiotisch-pragmatischen Veränderungsbegriff. Mentis-Verlag, Münster 2015 (zugleich Diss. Univ. Marburg 2014), ISBN 978-3-95743-895-9.
- Schwerter zu Pflugscharen, Kanonen zu Buchstaben: Peirce' Semiotik und Transformationen als symbolische Handlungen.  Tectum Verlag, Marburg, 2012 (zugleich Magisterarbeit Univ. Marburg 2008), ISBN 978-3-8288-2910-7.
- Das GTK+-GNOME-Entwicklerhandbuch: [GNOME – offizielles Entwicklerhandbuch]. dpunkt.verlag, Heidelberg 2008, ISBN 978-3-89864-512-6.
- Gnome 2.0: das Entwickler-Handbuch. Galileo Press, 2003, ISBN 978-3-89842-182-9.
  - englisch: The Official GNOME 2 Developer’s Guide. No Starch Press, 2004, ISBN 978-1-59327-030-8.

### Herausgeberwerke
- Fragen junger Denker. Erste Studentische Philosophische Tagung, Marburg, 24. und 25. November 2007. Monsenstein und Vannerdat, Münster 2009, ISBN 978-3-86582-937-5.